# 第35回サターン賞
第35回サターン賞（だい35かいサターンしょう）は、2008年のSF・ファンタジー・ホラー映画およびテレビ番組に贈られる賞である。2009年6月に結果が発表された。
以下は、ノミネートと受賞の全リストである。 太字は受賞者・作品である。

## 映画賞

### SF映画賞
- 地球が静止する日
- イーグル・アイ
- インクレディブル・ハルク
- インディ・ジョーンズ/クリスタル・スカルの王国
- アイアンマン
- ジャンパー

### ファンタジー映画賞
- ナルニア国物語/第2章:カスピアン王子の角笛
- ベンジャミン・バトン 数奇な人生
- ハンコック
- スパイダーウィックの謎
- トワイライト〜初恋〜
- ウォンテッド

### ホラー映画賞
- ハプニング
- ヘルボーイ/ゴールデン・アーミー
- ハムナプトラ3 呪われた皇帝の秘宝
- REC レック/ザ・クアランティン
- ダスク・オブ・ザ・デッド
- ストレンジャーズ/戦慄の訪問者

### アクション/アドベンチャー/スリラー映画賞
- チェンジリング
- ダークナイト
- グラン・トリノ
- 007 慰めの報酬
- トレイター 大国の敵
- ワルキューレ

### アニメ映画賞
- ボルト
- ホートン ふしぎな世界のダレダーレ
- カンフー・パンダ
- マダガスカル2
- スター・ウォーズ/クローン・ウォーズ
- WALL・E/ウォーリー

### インターナショナル映画賞
- バンク・ジョブ
- ドラゴン・キングダム
- ヒットマンズ・レクイエム
- ぼくのエリ 200歳の少女
- スラムドッグ$ミリオネア
- 暴走特急 シベリアン・エクスプレス

### 主演男優賞
- クリスチャン・ベール - ダークナイト
- トム・クルーズ - ワルキューレ
- ロバート・ダウニー・Jr. - アイアンマン
- ハリソン・フォード - インディ・ジョーンズ/クリスタル・スカルの王国
- ブラッド・ピット - ベンジャミン・バトン 数奇な人生
- ウィル・スミス - ハンコック

### 主演女優賞
- ケイト・ブランシェット - ベンジャミン・バトン 数奇な人生
- マギー・ギレンホール - ダークナイト
- アンジェリーナ・ジョリー - チェンジリング
- ジュリアン・ムーア - ブラインドネス
- エミリー・モーティマー - 暴走特急 シベリアン・エクスプレス
- グウィネス・パルトロウ - アイアンマン

### 助演男優賞
- ジェフ・ブリッジス - アイアンマン
- アーロン・エッカート - ダークナイト
- ウディ・ハレルソン - 暴走特急 シベリアン・エクスプレス
- シャイア・ラブーフ - インディ・ジョーンズ/クリスタル・スカルの王国
- ヒース・レジャー - ダークナイト
- ビル・ナイ - ワルキューレ

### 助演女優賞
- ジョアン・アレン - デス・レース
- ジュディ・デンチ - 007 慰めの報酬
- オルガ・キュリレンコ - 007 慰めの報酬
- ティルダ・スウィントン - ベンジャミン・バトン 数奇な人生
- シャーリーズ・セロン - ハンコック
- カリス・ファン・ハウテン - ワルキューレ

### 若手俳優賞
- フレディ・ハイモア - スパイダーウィックの謎
- リーナ・レアンデション - ぼくのエリ 200歳の少女
- デヴ・パテル - スラムドッグ$ミリオネア
- ジェイデン・クリストファー・スミス - 地球が静止する日
- カティンカ・ウンタルー - 落下の王国
- ブランドン・ウォータース - オーストラリア

### 監督賞
- クリント・イーストウッド - チェンジリング
- ジョン・ファブロー - アイアンマン
- デイヴィッド・フィンチャー - ベンジャミン・バトン 数奇な人生
- クリストファー・ノーラン - ダークナイト
- ブライアン・シンガー - ワルキューレ
- スティーヴン・スピルバーグ - インディ・ジョーンズ/クリスタル・スカルの王国
- アンドリュー・スタントン - WALL・E/ウォーリー

### 脚本賞
- マーク・ファーガス、ホーク・オストビー、アート・マーカム、マット・ハロウェイ - アイアンマン
- デヴィッド・コープ、ジョン・コープ - オー!マイ・ゴースト
- ヨン・アイヴィデ・リンドクヴィスト - ぼくのエリ 200歳の少女
- ジョナサン・ノーラン、クリストファー・ノーラン - ダークナイト
- エリック・ロス - ベンジャミン・バトン 数奇な人生
- J・マイケル・ストラジンスキー - チェンジリング

### 音楽賞
- アレクサンドル・デプラ - ベンジャミン・バトン 数奇な人生
- ラミン・ジャヴァディ - アイアンマン
- クリント・イーストウッド - チェンジリング
- ジェームズ・ニュートン・ハワード、ハンス・ジマー - ダークナイト
- ジョン・オットマン - ワルキューレ
- ジョン・パウェル - ジャンパー

### 衣装デザイン賞
- リンディ・ヘミング - ダークナイト
- デボラ・フーパー - チェンジリング
- ジョアンナ・ジョンストン - ワルキューレ
- キャサリン・マーティン - オーストラリア
- アイシス・マッセンデン - ナルニア国物語/第2章:カスピアン王子の角笛
- メアリー・ゾフレス - インディ・ジョーンズ/クリスタル・スカルの王国

### メイクアップ賞
- John Caglione, Jr.、Conor O’Sullian - ダークナイト
- グレッグ・キャノン - ベンジャミン・バトン 数奇な人生
- マイク・エリザルド、Thom Floutz - ヘルボーイ/ゴールデン・アーミー
- ポール・ハイエット - ドゥームズデイ
- グレゴリ・ニコテロ、Paul Engelen - ナルニア国物語/第2章:カスピアン王子の角笛
- Gerald Quist - トロピック・サンダー/史上最低の作戦

### 特殊効果賞
- Eric Barba、Steve Preeg、Burt Dalton、Craig Barron - ベンジャミン・バトン 数奇な人生
- Nick Davis、Chris Corbould、Tim Webber、Paul Franklin  - ダークナイト
- Pablo Helman、Dan Sudick - インディ・ジョーンズ/クリスタル・スカルの王国
- John Nelson、Ben Snow、Dan Sudick、Shane Mahan - アイアンマン
- Michael J. Wassel、Adrian De Wet、Andrew Chapman、Eamonn Butler - ヘルボーイ/ゴールデン・アーミー
- Dean Wright、Wendy Rogers - ナルニア国物語/第2章:カスピアン王子の角笛

## テレビ賞

### ネットワーク・テレビシリーズ賞
- HEROES
- ターミネーター サラ・コナー・クロニクルズ
- LOST
- FRINGE
- ニューヨーク1973/LIFE ON MARS（英語版）
- スーパーナチュラル

### シンジケート/ケーブル・テレビシリーズ賞
- GALACTICA/ギャラクティカ
- クローザー
- デクスター 警察官は殺人鬼
- レバレッジ 〜詐欺師たちの流儀
- スター・ウォーズ/クローン・ウォーズ
- トゥルーブラッド

### テレビプレゼンテーション賞
- 24 リデンプション
- アンドロメダ・ストレイン
- ブレイキング・バッド
- ライブラリアン　ユダの聖杯伝説（英語版）
- ラスト・クルセイダーズ（英語版）
- ジェリコ 閉ざされた街

### 主演男優賞
- ブライアン・クランストン - ブレーキング・バッド
- マシュー・フォックス - LOST
- エドワード・ジェームズ・オルモス - GALACTICA/ギャラクティカ
- ティモシー・ハットン - レバレッジ 〜詐欺師たちの流儀
- ノア・ワイリー - ライブラリアン　ユダの聖杯伝説
- マイケル・C・ホール - デクスター 警察官は殺人鬼

### 主演女優賞
- レナ・ヘディ - ターミネーター サラ・コナー・クロニクルズ
- ジェニファー・ラブ・ヒューイット - ゴースト 〜天国からのささやき
- エヴァンジェリン・リリー - LOST
- メアリー・マクドネル - GALACTICA/ギャラクティカ
- アンナ・パキン - トゥルーブラッド
- キーラ・セジウィック - クローザー
- アナ・トーヴ - FRINGE

### 助演男優賞
- ヘンリー・イアン・キュージック - LOST
- トーマス・デッカー - ターミネーター サラ・コナー・クロニクルズ
- マイケル・エマーソン - LOST
- ジョシュ・ホロウェイ - LOST
- エイドリアン・パスダー - HEROES
- マイロ・ヴィンティミリア - HEROES

### 助演女優賞
- ジェニファー・カーペンター - デクスター 警察官は殺人鬼
- エリザベス・ミッチェル - LOST
- サマー・グロー - ターミネーター サラ・コナー・クロニクルズ
- ヘイデン・パネッティーア - HEROES
- ケイティー・サッコフ - GALACTICA/ギャラクティカ

### ゲスト出演賞
- クリスティン・ベル - HEROES
- アラン・デイル - LOST
- ケヴィン・デュランド - LOST
- ロバート・フォスター - HEROES
- ジミー・スミッツ - デクスター 警察官は殺人鬼
- ソーニャ・ヴァルゲル - LOST

## DVD賞

### Best DVD Release
- コールドプレイ
- 今日も僕は殺される
- モンスターズハンター
- バイオハザード:ディジェネレーション
- スターシップ・トゥルーパーズ3
- THE CLASH ザ・クラッシュ

### Best DVD Special Edition Release
- ミスト (2ディスク・スペシャルエディション)

### Best DVD Classic Film Release
- サイコ (ユニバーサル・レガシー・シリーズ)

### Best DVD Collection
- ゴッドファーザー - コッポラレストレーション

### Best DVD Television Release
- Moonlight

### Best Retro Television Series on DVD
- インベーダー